# Matthias Ginter
Matthias Ginter, född 19 januari 1994 i Freiburg im Breisgau, är en tysk fotbollsspelare (mittback) som spelar för SC Freiburg i Bundesliga. Han spelar också för Tysklands landslag.

## Klubbkarriär
Ginter kom till SC Freiburgs 2005 och vann den tyska juniorcupen med klubbens ungdomslag. 2012 gjorde han debut i Bundesliga och gjorde i samma match sitt första mål. Han kunde etablera sig som mittback i laget efter att först varit tänkt som defensiv mittfältare. 
Inför säsongen 2022/2023 blev Ginter klar för en återkomst i SC Freiburg.

## Landslagskarriär
Ginter blev för första gången uttagen i Tysklands A-landslag till träningslandskampen mot Chile den 5 mars 2014. Matchen slutade 1–0 till Tyskland och Ginter debuterade när han i den 89:e minuten blev inbytt mot Mesut Özil.
I november 2022 blev Ginter uttagen i Tysklands trupp till VM 2022.